# Coventry-Eagle

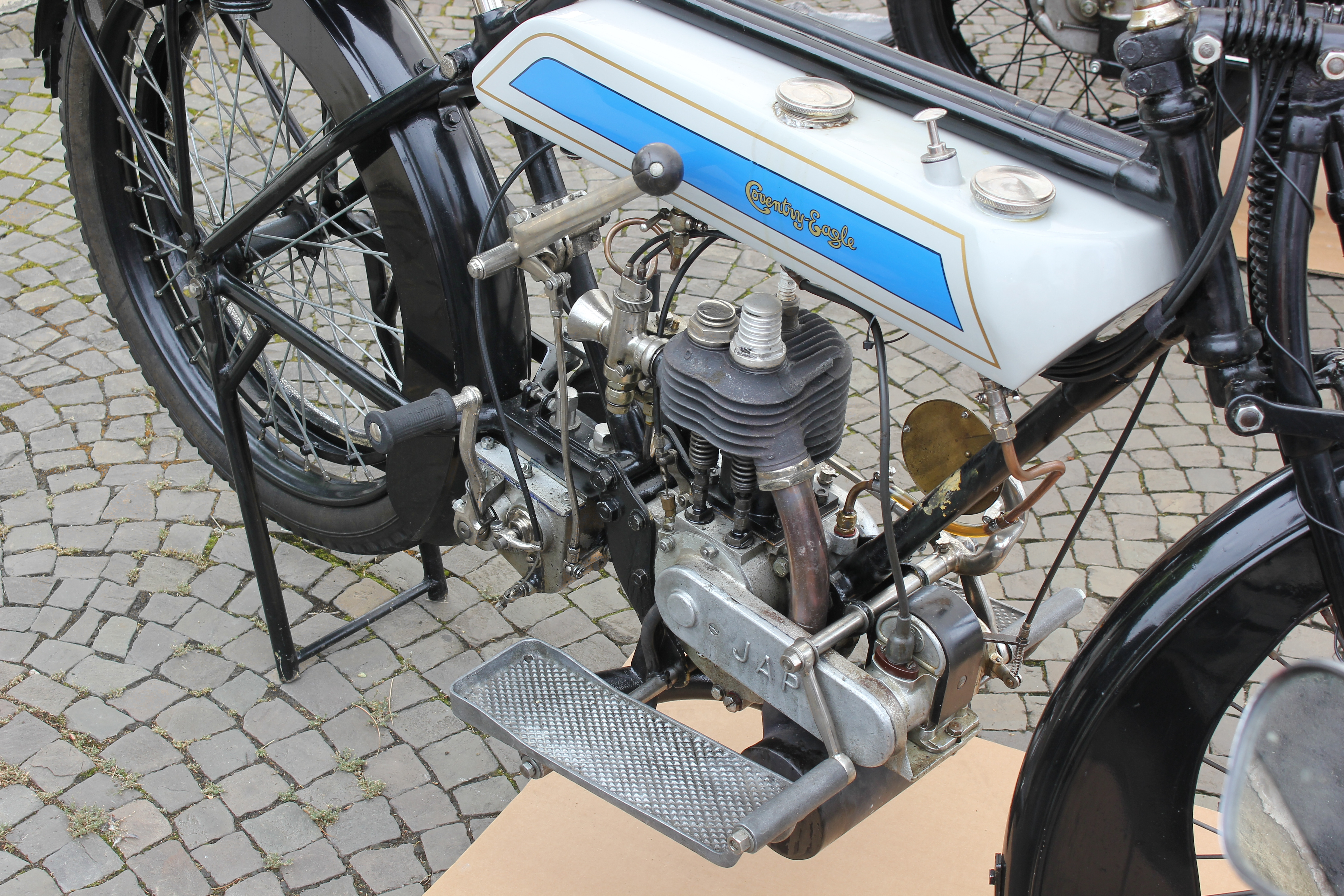
J.A.P.-Motor in einer Coventry-Eagle von 1920

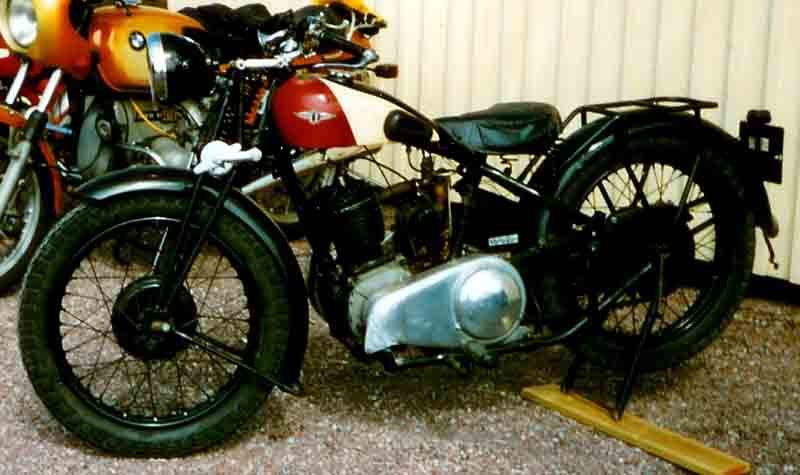
Coventry-Eagle

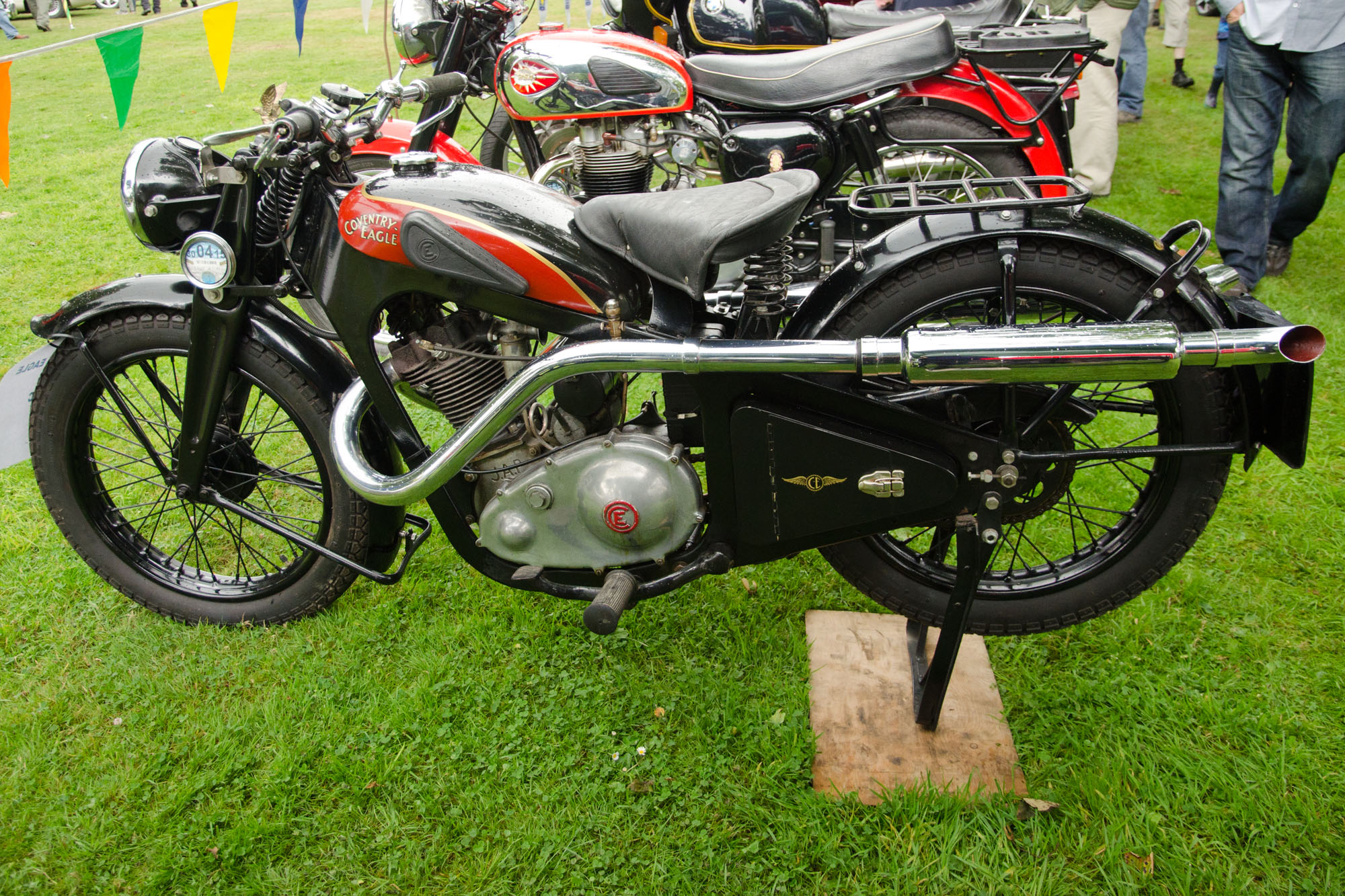
Coventry Eagle 250 (1935)

Coventry-Eagle war ein britischer Fahrrad- und Motorradhersteller, der von 1897 bis 1939 in Coventry ansässig war.

## Geschichte
Das Unternehmen zur Fahrradherstellung wurde ursprünglich unter den Namen der Gründer, Hotchkiss, Mayo & Meek gegründet. 1897, als Meek die Firma verließ, wurde der Name in Coventry Eagle geändert. 1898 fing man an, mit motorisierten Fahrzeugen zu experimentieren. 1899 wurde das erste Motorrad gebaut. Die aus zugelieferten Komponenten handgefertigten Maschinen erweisen sich als zuverlässig und zu Beginn des Ersten Weltkrieges umfasste die Modellpalette Motorräder mit Villiers- und J.A.P.-Motoren.
Anfang der 1920er-Jahre veränderte sich das Angebot je nach verfügbaren Motoren. Der Hersteller pendelte zwischen fünf Motorenlieferanten: Villiers, J.A.P., Sturmey-Archer, Blackburne und Matchless. Das Modell Flying 8 war vermutlich das damals meistbewunderte Motorrad und sah der zeitgenössischen Brough Superior ähnlich. Während der Weltwirtschaftskrise in den 1930er-Jahren konzentrierte sich Coventry-Eagle auf die Herstellung von Zweitaktmodellen. Bis zum Beginn des Zweiten Weltkrieges 1939 wurde die Produktion fortgesetzt.
In den 1930er-Jahren brachte das Unternehmen eine Reihe sportlicher Fahrräder unter dem Markennamen Falcon heraus. Nach dem Zweiten Weltkrieg gab man den Motorradzweig der Firma auf, weil er zu klein für einen wirtschaftlichen Betrieb gewesen wäre, und konzentrierte sich auf die Herstellung von Rennrädern. Das Unternehmen wurde in Falcon Cycles umbenannt und ging später in der Tandem Group auf.

## Motorradmodelle
| Modell                             | Baujahr | Bemerkungen                                                                                  |
| ---------------------------------- | ------- | -------------------------------------------------------------------------------------------- |
| 269 cc                             | 1913    | Villiers-Motor mit zwei Gängen                                                               |
| 3,5 hp                             | 1913    | Einzylinder                                                                                  |
| 5 hp                               | 1914    | V2-Motor mit drei Gängen                                                                     |
| 500 cc single                      | 1921    |                                                                                              |
| 680 cc V-Twin                      | 1921    | J.A.P.-Motor                                                                                 |
| Flying 8                           | 1923    |                                                                                              |
| 8 hp Super Sports Twin             | 1923    |                                                                                              |
| Flying 6                           | 1927    | Seitengesteuerter 674-cm³-Zweizylindermotor                                                  |
| 150 cc                             | 1935    | Doppelport-Zweitaktmotor mit Handschaltung auf der linken Maschinenseite und Albion-Getriebe |
| L5 249 cc 35 Silent Superb De Luxe | 1935    | Villiers-Motor und Albion-Vierganggetriebe, Pressstahlrahmen                                 |
| N35                                | 1937    | Flying 350                                                                                   |
| N11 250 cc                         | 1937    | Pullman                                                                                      |